# Dragonul galez

Dragonul roșu galez.

Dragonul galez (în galeză Y Ddraig Goch) este unul dintre simbolurile de bază ale Țării Galilor, fiind prezent chiar și pe drapelul Țării Galilor. 